# Rodeiro
Rodeiro és un municipi de la província de Pontevedra a Galícia. Pertany a la Comarca do Deza.

## Parròquies
Este municipio está formado por 20 parroquias, Álceme (Santa María), Arnego (Santiago), Camba (San Xoán), Carboentes (Santo Estevo), Fafián (Santiago), Guillar (Santa María), Negrelos (San Cibrao), 	Pedroso (San Xiao), A Portela (San Cristovo), Río (Santa María), Riobó (San Miguel), Rodeiro (San Vicente), O Salto (Santo Estevo), San Cristovo do Az (San Cristovo), San Martiño de Asperelo (San Martiño), San Paio de Senra (San Paio), San Salvador de Camba (San Salvador), Santa Baia de Camba (Santa Baia), Santa Mariña de Pescoso (Santa Mariña) i Vilela (Santa María).

## Personalitats importants
- Gumersindo Areán Rodríguez, aviador.